# Proacerella reducta
Proacerella reducta är en urinsektsart som beskrevs av Bernard 1976. Proacerella reducta ingår i släktet Proacerella och familjen lönntrevfotingar. Inga underarter finns listade i Catalogue of Life.